# 랑길라
랑길라(Rangeela)는 인도에서 제작된 람 고팔 바르마 감독의 1995년 코미디, 드라마, 뮤지컬 영화이다. 재키 슈로프 등이 주연으로 출연하였고 람 고팔 바르마 등이 제작에 참여하였다.

## 출연

### 주연
- 재키 슈로프
- 아미르 칸
- 우르밀라 마톤드까르

### 조연
- 굴샨 그로버